# Sosnogorsk
Sosnogorsk (en ruso: Сосногорск) es una ciudad de la república de Komi, en el norte de Rusia. La rodean los Urales, y se encuentra a orillas de los ríos Ayuva, Izhma y Ujtá. Está situada 350 km al nordeste de Syktyvkar, y a 1568 km de Moscú. La ciudad más cercana es Ujtá. Su población se elevaba a 28 419 habitantes en 2008. Su base económica es el procesado de gas (oleoducto de Vuktyl), aunque también encontramos en Sosnogorsk empresas relacionadas con el mundo del tráfico ferroviario, ya que está conectada al ferrocarril del Pechora (Konosha - Kotlas - Vorkutá) por una línea ferroviaria de 168 km, a la estación de Troizko-Pechorsk.

## Historia
Sosnogorsk fue fundada en 1939 a raíz de la construcción del ferrocarril del Pechora con el nombre de Izhma. En 1955 obtiene el estatus de ciudad y es renombrada como Sosnogorsk. En la época soviética se construyó un campo de trabajo forzado cerca de la ciudad.

## Demografía
| 1959   | 1970   | 1979   | 1989   | 1996   | 2002   | 2008   |
| ------ | ------ | ------ | ------ | ------ | ------ | ------ |
| 15 800 | 24 700 | 27 000 | 30 400 | 31 600 | 29 587 | 28 419 |